# Kleine Gete

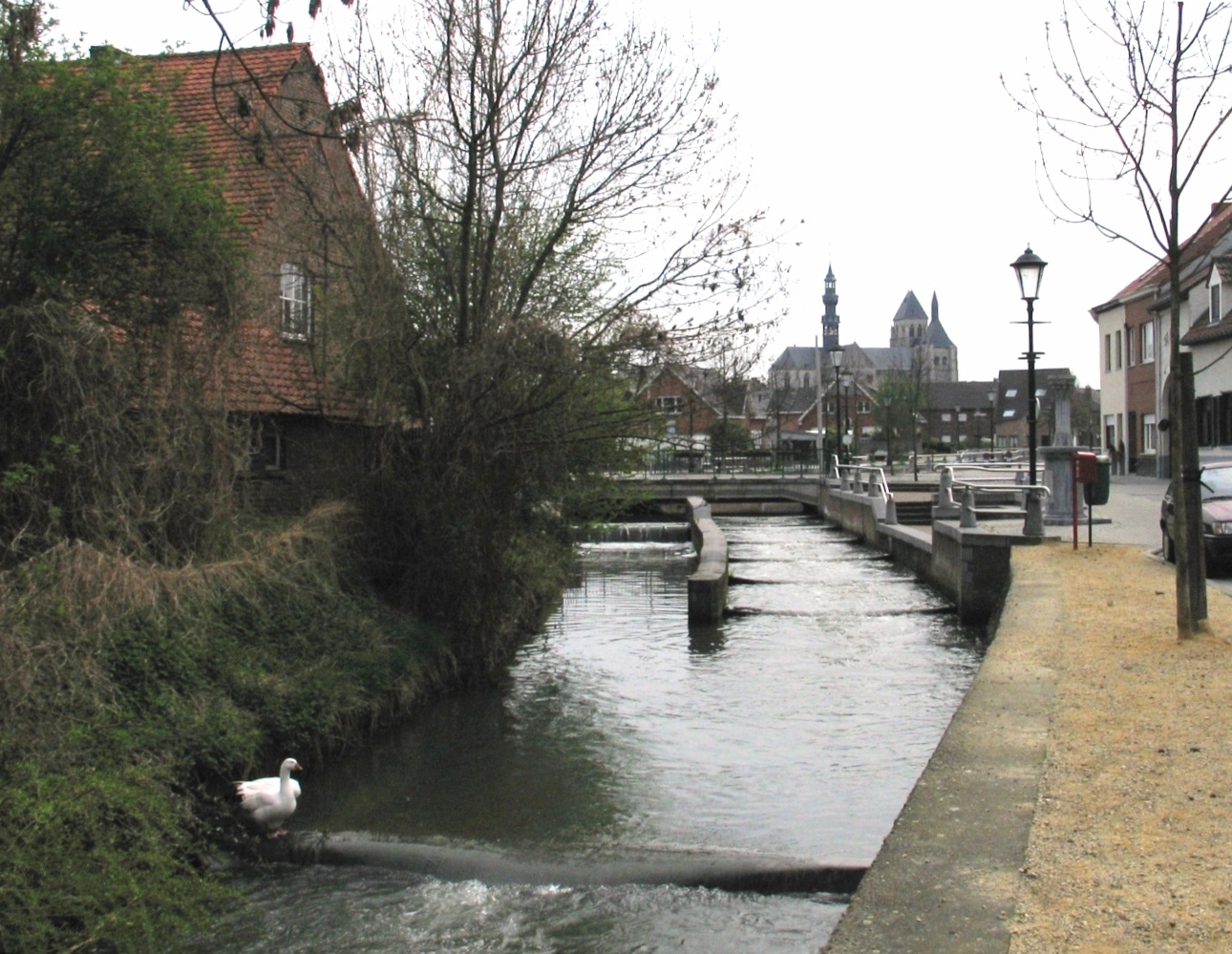
De gekanaliseerde Kleine Gete in het centrum van Zoutleeuw

De Kleine Gete of Leeuwse Gete is een Belgische rivier die na samenvloeiing met de Grote Gete de eigenlijke Gete vormt.
De Kleine Gete vindt haar oorsprong nabij Ramillies op de plaats Bonne-Cens, op ongeveer 9 km van de oorsprong van de Grote Gete. Tot Orp-le-Grand heet ze met de Waalse naam Jauche, dit is in het Nederlands Gete. Ze stroomt achtereenvolgens doorheen de dorpen Orp-le-Grand, Pellen (Pellaines), Opheylissem, Neerheylissem, Ezemaal, Eliksem, Wange, Overhespen, Orsmaal, Helen-Bos en Zoutleeuw. Na een loop van 36 km verenigt ze zich met de Grote Gete in Budingen.

## Nummering
De provincie Vlaams-Brabant klasseert de verscheidene waterbekkens met een viercijfersysteem. Het Getebekken, met de Gete als nummer 4.001, begint met een 4, net als al zijn bijrivieren. Hoe hoger het getal, hoe kleiner de waterloop. De Kleine Gete zelf draagt het nummer 4.003.
- Gemeinsame Normdatei: 7536905-9
- Virtual International Authority File: 237036492